# 미야자와 겐지
미야자와 겐지(일본어: 宮沢 賢治, 1896년 8월 27일 ~ 1933년 9월 21일)는 이와테현 출신의 일본의 문인이자 교육자, 에스페란티스토이다. 향토애가 짙은 서정적인 필치의 작품을 다수 남겼으며, 작품 중에 다수 등장하는 이상향을 고향인 이와테의 에스페란토식 발음인 ihatovo라고 명명하였다. 지주들의 수탈로 가난에 허덕이던 농촌의 비참한 환경을 개선하기 위해 애니메이션 《은하철도 999》의 원작인 《은하철도의 밤》을 짓는 등의 문학활동을 했다고 전해지는데, 사후 그의 작품에 대한 평가가 점점 높아져 국민작가의 이름이 어색하지 않을 정도로 널리 읽히고 있다.

## 생애
1896년 이와테현 하나마키(花巻)에서 태어나, 모리오카 고등농림학교(盛岡高等農林學校)를 졸업했다. 중학교 시절부터 단가(短歌)를 짓고, 법화경을 읽었다. 1921년에 문필에 의한 대승불교 포교를 결의하고 창작활동을 시작했다. 1926년에는 라스지인협회(羅須地人協會)를 설립하여 농촌운동에 나섰다. 그러다가 건강이 안 좋아져 쓰러졌고 회복과 악화를 반복하다 결국 1933년 9월 21일 급성 폐렴으로 37세에 세상을 떠났다.

## 저서
- 쥐돌이 쳇
- 주문 많은 음식점
- 바람의 마타사부로
- 구스코 부도리의 전기
- 은하철도의 밤
- 첼로 켜는 고슈
- 카이로 단장

## 우리말 번역
- 박정임 옮김, 《미야자와 겐지 전집 1~3》, 너머, 2018년 8월 7일
- 정수윤 옮김, 《봄과 아수라》, ITTA, 2018년 4월 13일(초판)/2022년 12월 9일(개정판)

## 미디어
- MBC 《신비한TV 서프라이즈 - 익스트림 서프라이즈》은하철도의 밤 (304회)
- EBS 《지식채널 e》 은하철도의 밤

## 같이 보기
- 방정환